# (14811) 1981 ED43
A (14811) 1981 ED43 a Naprendszer kisbolygóövében található aszteroida. Schelte J. Bus fedezte fel 1981. március 2-án.